# Brenda Webster
Brenda Webster (* 21. Juli 1961 in Regina, Saskatchewan) ist eine ehemalige kanadische Eisschnellläuferin und Shorttrackerin.

## Werdegang
Webster startete international im Eisschnelllauf erstmals in der Saison 1977/78. Dabei kam sie bei der Mehrkampfweltmeisterschaft 1978 in Helsinki auf den 23. Platz im Mini-Mehrkampf. Nach Platz drei im Mini-Mehrkampf bei der 3-Bahnen-Tournee in Inzell zu Beginn der Saison 1978/79, lief sie bei der Mehrkampfweltmeisterschaft 1979 in Den Haag auf den 21. Platz im Mini-Mehrkampf und bei der Sprintweltmeisterschaft 1979 in Inzell auf den 16. Rang. Zum Saisonende wurde sie bei den Juniorenweltmeisterschaften 1979 in Grenoble Siebte im Mini-Mehrkampf. In der Saison 1979/80 belegte sie bei der Mehrkampfweltmeisterschaft 1980 in Hamar den 26. Platz und bei den Juniorenweltmeisterschaften 1980 in Assen den fünften Rang im Mini-Mehrkampf. Beim Saisonhöhepunkt, den Olympischen Winterspielen 1980 in Lake Placid, erreichte sie den 19. Platz über 1000 m und jeweils den 11. Rang über 1500 m sowie 3000 m. Letztmals international startete sie in der Saison 1982/83. Dabei errang sie bei der Mehrkampfweltmeisterschaft 1983 in Karl Marx Stadt den 16. Platz im Kleinen Vierkampf und bei der Sprintweltmeisterschaft 1983 in Helsinki den zehnten Platz.
Im Shorttrack nahm Webster an drei Shorttrack-Weltmeisterschaften teil (1977 in Grenoble, 1978 in Solihull und 1979 in Québec). Dabei holte sie im Jahr 1977 Silber mit der Staffel und Gold im Mehrkampf. Im Jahr 1978 gewann sie die Silbermedaille und im Jahr 1979 die Goldmedaille mit der Staffel. Ihr Bruder Craig Webster war ebenfalls als Eisschnellläufer aktiv.

## Erfolge

### Olympische Spiele
- 1980 Lake Placid: 11. Platz 1500 m, 11. Platz 3000 m, 19. Platz 1000 m

### Mehrkampf-Weltmeisterschaften
- 1978 Helsinki: 23. Platz Mini-Mehrkampf
- 1979 Den Haag: 21. Platz Mini-Mehrkampf
- 1980 Hamar: 26. Platz Mini-Mehrkampf
- 1983 Karl Marx Stadt: 16. Platz Kleiner Vierkampf

### Sprint-Weltmeisterschaften
- 1979 Inzell: 16. Platz Sprint-Mehrkampf
- 1983 Helsinki: 10. Platz Sprint-Mehrkampf

### Shorttrack-Weltmeisterschaften
- 1977 Grenoble: 1. Platz Mehrkampf, 2. Platz Staffel
- 1978 Solihull: 2. Platz Staffel
- 1979 Québec: 1. Platz Staffel

## Persönliche Bestleistungen im Eisschnelllauf
| Disziplin | Zeit        | Datum             | Ort    |
| --------- | ----------- | ----------------- | ------ |
| 500 m     | 42,41 s     | 12. Februar 1982  | Inzell |
| 1000 m    | 1:25,23 min | 25. Januar 1979   | Davos  |
| 1500 m    | 2:11,69 min | 19. Januar 1980   | Davos  |
| 3000 m    | 4:38,69 min | 22. Januar 1983   | Davos  |
| 5000 m    | 8:15,83 min | 11. Dezember 1982 | Inzell |